# 南洋庁
南洋庁（なんようちょう、旧字体：南洋廳）は、ヴェルサイユ条約によって日本の委任統治領となった南洋群島（内南洋）に設置された施政機関。所在地はパラオ諸島のコロール。その下に支庁が置かれた。1922年に開設され、1945年の太平洋戦争敗戦時に事実上消滅した。

## 概要
第一次世界大戦が終了し、ヴェルサイユ条約において決められた国際規約で1920年1月に発足した国際連盟は、常任理事国である日本がA～C式のうちC式によって、それまでドイツの植民地であった南洋群島を委任統治することを認めた。
この時、近隣諸島に利権を持つアメリカは賛意を示さなかったが、国際連盟理事会は1920年12月17日に再度是認（「南洋群島に対する帝国の委任統治条項」の調印）の意志を示し、アメリカも同意した。国際連盟で決められたC式の統治とは、受任国が委任統治領を自国の一部として扱うことができるが、元からの住民の統治に対しては下記の取り決めに従う義務が発生した。
なお、住民には受任国の国籍を与えることが許されず、受任国による委任統治領の完全併合を一定程度阻止した。そのため、後述のように、日本人向けの学校と元からの住民向けの学校で分けられ別々に教育が行われるなど二重の制度が存在することとなった。
1922年2月11日にミクロネシアに対する委任権が発効し、同年3月に日本政府は総理府の下に「南洋庁」をパラオのコロール島(本庁)に設置し、第一次世界大戦後引き続き占領統治を行っていた海軍（臨時南洋群島防備隊）から施政を受け継いだ。初代長官は防備隊民生部長の手塚敏郎。そして南洋庁は広大な南方海域（内南洋と称した）に渡る623の島を統轄することとなった。1924年に南洋庁は外務省に移管された。
1929年に拓務省が発足してからは、その監督下にあり、一般行政については拓務大臣の指揮監督を受けた。しかし、郵便、司法、関税などの事務については所轄の各大臣の監督を受けた。
南洋群島は国際連盟の委任統治領であるため、南洋庁は日本の諸法令の他に国際連盟理事会が制定した「委任統治条項」にも服する義務があった。
委任統治条項の内容
- 地域住民の福祉のための施政を行う義務（第2条）
- 奴隷売買・強制労働の禁止（第3条）
- 土着民に対する酒類供給の禁止（第3条）
- 土着民に対する軍事教練の禁止（第4条）
- 軍事基地設置の禁止（第4条）
- 信仰の自由及び国際連盟加盟国民による聖職者の行動の自由（第5条）
- 毎年、施政年報を国際連盟に提出する義務（第6条）

1933年(昭和8年)に満州国問題に絡んで日本が国際連盟を脱退すると、委任統治の根拠が薄くなったが、同年3月16日「帝国の国際連盟脱退後の南洋委任統治の帰趨に関する帝国政府の方針決定の件」を閣議決定し、委任統治はヴェルサイユ条約での批准事項であることを盾に引き続き委任統治を行った。一方で国際連盟を脱退したということで「委任統治条項」は無効であるとの見解を示し、第4条に反し来るべき対米戦争のためにワシントン海軍軍縮条約が失効した1936年以降は各島の基地化、要塞化を推し進めていくことになる。なお国際連盟への統治に関する年次報告は1938年まで行っている。
大東亜戦争中の1942年(昭和17年)に、外地が広大になっていくに伴って拓務省は大東亜省に再編されたため、南洋庁は大東亜省の指揮監督下に置かれるようになる。1943年(昭和18年)ころから南方の戦況が悪化し、邦人の内地引き揚げが始まるとともに従来の6支庁から3支庁（トラック、パラオ、サイパン）に簡素化される。
1944年2月にマーシャル諸島でのクェゼリンの戦い、エニウェトクの戦い、及びトラック島空襲があり、南洋庁下の各島は激戦地と化していった。3月にはパラオ大空襲があり、本庁の置かれていたコロール島の市街は空母艦載機による爆撃で7割方焼失した。同年4月14日の閣議決定「南洋群島戦時非常措置要綱」により、軍人を南洋庁職員に特別任用すると同時に南洋庁職員は軍属となり、コロール島の隣島でパラオ諸島で最大であるバベルダオブ島のジャングル内に退避する。この時点で南洋庁は機能停止する。
1945年8月の終戦に伴い、大東亜省は解体し、南洋庁は外務省に移管された。終戦直後に一部、パラオ諸島などでは南洋庁ないし西部支庁として役所業務機能を回復し、邦人が集められていたバベルダオブ島内で数カ所に出張所を置き、食料生産などの内政を行いながら在留邦人や沖縄人の帰還を助け軍隊の引き揚げから米国主導の施政への空白期の行政を補てんした。
1946年2月26日に南洋庁長官はパラオを引き揚げる。南洋庁東京出張所が南洋庁残務整理事務所になり1948年3月まで残務整理を行った。これをもって南洋庁は消滅した。

## 南洋庁の組織

### 本庁
南洋庁発足時には、長官官房、内務部、財務部、拓殖部が置かれた。
- 長官官房 - 秘書課、文書課、考査課
- 内務部 - 地方課、警務課
- 財務部 - 予算課、会計課、土木課、作業所
- 拓殖部 - 産業課、土地調査課、通信課

1924年には行財政整理の一環として部制を廃止し、組織を大幅に簡素化。
- 長官官房、総務課、拓殖課、警務課、通信課

のちに総務課を庶務課と財務課に分割。
1936年に部制を復活。
- 長官官房 - 秘書課、文書課、調査課（1937年新設）
- 内務部 - 地方課、財務課、警務課、土木課、税務課（1938年新設）
- 拓殖部 - 拓殖課（1937年から商工課と農林課）、水産課、交通課（1937年から交通課と逓信課）

1942年に交通部を新設。
- 長官官房 - 秘書課、文書課
- 内務部 - 企画課、地方課、財務課、税務課、警務課
- 拓殖部 - 総務課、農林課、商工課、水産課
- 交通部 - 交通課、逓信課、土木課

1943年に簡素化。
- 長官官房
- 内政部 - 行政課、財政課、警務課
- 経済部 - 企画課、商工水産課、農林課
- 交通部 - 交通課、逓信課、土木課

### 支庁
発足時には6つの支庁が置かれた。
- サイパン支庁：サイパン島、テニアン島、ロタ島
- ヤップ支庁：ヤップ島
- パラオ支庁：バベルダオブ島、アンガウル島
- トラック支庁：春島、夏島、水曜島
- ポナペ支庁：ポナペ島（ポンペイ島）、クサイ島（コスラエ島）
- ヤルート支庁：ヤルート島（ジャルート環礁ジャボール島）

1943年11月5日、従来の6支庁を3支庁に統合し、3支庁5出張所となる。各支庁には総務課、経済課、警務課を設置。
- 東部支庁（トラック、ポナペ、ヤルート）
  - ポナペ出張所
  - ヤルート出張所（昭和18年廃止）
- 北部支庁（サイパン、ロタ、テニアン）
  - テニアン出張所
  - ロタ出張所
- 西部支庁（パラオ、ヤップ）
  - ヤップ出張所

### 法院（裁判所）

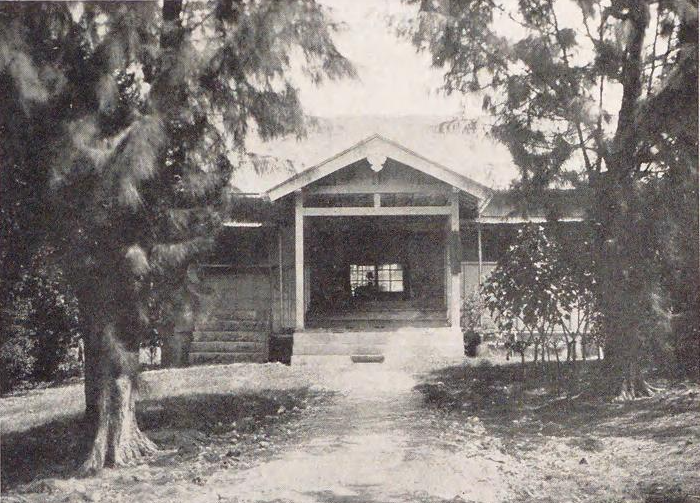
サイパン地方法院

第一審法院の地方法院と第二審法院の高等法院の2審制度であった。
- 高等法院（コロール島）
- パラオ地方法院
- サイパン地方法院
- ポナペ地方法院

各法院には検事局が附置された。

### 気象観測所

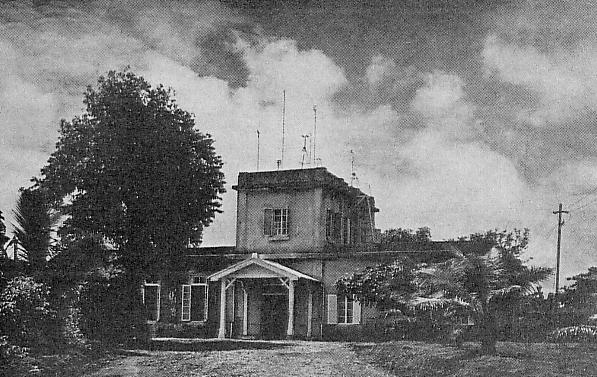
南洋庁観測所

- 南洋庁観測所南洋庁観測所 - 1922年10月、コロール島に設置。
  - サイパン出張所 - 1927年設置。
  - ポナペ出張所 - 1927年設置。
  - トラック出張所 - 1934年設置。
  - ヤルート出張所 - 1935年設置。
  - ヤップ出張所 - 1936年設置。

一般気象観測のほか、上層気流観測、海洋気象観測、地磁気観測、地震観測が行われた。1938年には、南洋庁気象台官制（昭和13年勅令第504号）が公布され、南洋庁気象台として、南洋庁本庁から独立した機関となり、トコペ、ヤップ、オレアイ、サイパン、ポナペ、ヤルート、エニウエタック、ロタ、モウグ、クツルー、エンダービー、ピンゲラップに測候所が置かれた。

## 南洋庁の職制
定員は度重なる官制改正を経て段階的に増員された。
南洋庁発足当時の職
- 長官 - 勅任官。1名。
- 部長 - 奏任官。3名。
- 事務官 - 奏任官。8名。
- 警視 - 奏任官。1名。
- 技師 - 奏任官。4名。
- 属 - 判任官。56名。
- 警部 - 判任官。8人。
- 技手 - 判任官。16名。
- 警部補 - 判任官。10名。

南洋庁発足後の増員
- 大正13年勅令第453号 - 部長を廃止し、書記官（奏任官）1名を新設。事務官8→5、技師4→2、属56→45、警部・警部補18→警部・警部補11、技手16→12。行政整理実施のため。
- 昭和2年勅令第200号 - 属45→47。出港税検査及び徴税事務増加のため。
- 昭和5年勅令第11号 - 属47→48、警部・警部補11→12。サイパン支庁の移出事務及び人口増加のため。
- 昭和5年勅令第198号 - 技手12→14。気象観測所の増員（パラオ、サイパン）。
- 昭和6年勅令第163号 - 属48→49、技手14→15。サイパン支庁の移出事務及び屠畜検査増加のため。
- 昭和8年勅令第94号 - 事務官5→6、属49→51、警部・警部補12→17、技手15→18。通信事務官、テニアン出張所新設、ヤップ島人口減少調査、警察事務及び電気事業監督事務増加のため。
- 昭和9年勅令第153号 - 警部・警部補17→19、技手18→19。警察事務増加及び気象観測（トラック）のため。
- 昭和10年勅令第140号 - 技師2→3、技手19→20。通訳生（判任官）1名を新設。気象観測、航路標識管理及び通訳翻訳事務増加。
- 昭和11年勅令第442号 - 書記官廃止。部長2名新設。視学（判任官）1名を新設。事務官6→8、属51→55、警部・警部補19→20、技手20→26。行政事務増加、警察事務増加、気象観測（ヤップ）、異動地整理（サイパン）のため。
- 昭和12年勅令第387号 - 灯台看守（判任官）2名を新設。事務官8→14、技師3→2、属55→66、警部・警部補20→21、技手26→28、通訳生1→3。課の新設、国有財産令施行、行政事務増加、ロタ出張所新設などのため。
- 昭和13年勅令第503号 - 事務官14→15、属66→78、警部・警部補21→22、技手28→23、灯台看守2→標識技手5。諸般行政事務整備、気象台官制実施のため。
- 昭和14年勅令第508号 - 属78→81、技手23→27。実業組合令施行、通信機関監理及び工務のため。
- 昭和15年勅令第353号 - 属81→83。租税制度改正実施のため。
- 昭和16年勅令第208号 - 編修書記（判任官）1名を新設。属83→85、視学1→2、警部・警部補22→23、技手27→33、標識技手5→6。内務部長を勅任官に昇格。
- 昭和16年勅令第578号 - 航空官（奏任官）2名新設。属85→86、技手33→37。航空施設恒久化のため。
- 昭和17年勅令第82号 - 技師2→3、属86→91、視学2→3、技手37→47。
- 昭和17年勅令第419号 - 部長2→3、属91→92。交通部新設のため。
- 昭和18年勅令第305号 - 事務官15→14、属92→89、技手47→46、通訳生3→2、標識技手6→8。
- 昭和18年勅令第603号 - 技師3→4、標識技手8→10。船舶検査機構整備及び航路標識新設のため。
- 昭和18年勅令第860号 - 支庁長（奏任官、うち1名は勅任官）3名を新設。警視1→4、属89→86、警部・警部補23→20。支庁統合による機構強化のため、各支庁に支庁長と警視を配置。
- 昭和18年勅令第959号 - 属86→84、技手46→42、標識技手10→9。航空官、編修書記、通訳生を廃止。行政機構整備のため。
- 昭和19年勅令第85号 - 属84→87。兵事事務実施のため（西部支庁、北部支庁及びテニアン出張所）。
- 昭和19年勅令第309号 - 技師4→5、属87→97、技手42→45。南洋庁郵便局からの電気通信事業移管のため。
- 昭和19年勅令第360号 - 支庁長を3名とも勅任官に昇格。
- 航空官 - 奏任官。2名。
- 標識技手 - 判任官。9名。

## 歴代南洋庁長官
| 代 | 氏名       | 在任期間                      | 前職                       | 退官後の職             |
| -- | ---------- | ----------------------------- | -------------------------- | ---------------------- |
| 1  | 手塚敏郎   | 1922年4月1日 - 1923年4月4日   | 臨時南洋群島防備隊民政部長 | 休職のち依願免本官     |
| 2  | 横田鄉助   | 1923年4月4日 - 1931年10月11日 | 賞勲局書記官               | 在職中に死亡           |
| 3  | 堀口滿貞   | 1931年10月12日 - 11月21日     | 南洋庁書記官・庶務課長     | 依願免本官             |
| 4  | 田原和男   | 1931年11月21日 - 1932年2月5日 | 拓務省殖産局長             | 依願免本官             |
| 5  | 松田正之   | 1932年2月5日 - 1933年8月4日   | 元・拓務書記官             | 朝鮮総督府専売局長     |
| 6  | 林壽夫     | 1933年8月4日 - 1936年9月19日  | 関東庁警務局長             | 依願免本官             |
| 7  | 北島謙次郎 | 1936年9月19日 - 1940年4月9日  | 拓務省殖産局長             | 依願免本官             |
| 8  | 近藤駿介   | 1940年4月9日 - 1943年11月5日  | 熊本県知事                 | 依願免本官             |
| 9  | 細萱戊子郎 | 1943年11月5日 - 1946年3月12日 | 海軍中将・軍令部出仕       | 依願免本官のち公職追放 |

### サイパン支庁長
1. 立山茂（事務取扱）：1922年4月1日 - 5月26日
2. 和地良作：1922年5月30日[5] - 1932年2月15日（休職）[6]
3. 伏田彌三郎：1932年2月15日[6] - 1935年1月14日（ポナペ支庁長へ）
4. 田中茂：1935年1月14日[7] -  1936年1月16日（ポナペ支庁長へ）
5. 向井昌治：1936年1月16日[8] - 1936年12月19日（依願免本官）[9]
6. 依光重親：1936年12月19日[10] - 1938年4月2日（トラック支庁長へ）
7. 藤本重一：1938年4月2日[11] - 1940年2月29日（内務部警務課長へ）[12]
8. 山口勇三郎：1940年2月29日[12]- 1942年6月23日（パラオ支庁長へ）
9. 金井新吉：1942年6月23日[13] - 1943年7月7日（海軍司政官へ）[14]
10. 片桐栄一郎：1943年7月7日[15] - 1943年11月5日（北部支庁総務課長となる）

### パラオ支庁長
1. 和地良作：1922年4月1日 - 5月30日（サイパン支庁長へ）
2. 藤崎供義：1922年5月30日[5] - 1928年4月4日（依願免本官）[16]
3. 伏田彌三郎：1928年5月23日[17] - 1932年2月15日（サイパン支庁長へ）
4. 向井昌治：1932年2月15日[6]  - 1936年1月16日（サイパン支庁長へ）
5. 森直太郎：1936年1月16日[8] - 1937年7月14日（内務部警務課長へ）
6. 高坂喜一：1938年4月2日[11] - 1941年4月22日（トラック支庁長へ）
7. 伊藤清七：1941年4月22日[18] - 1942年6月2日（死去）
8. 山口勇三郎：1942年6月23日[13]  - 1943年11月5日（西部支庁総務課長となる）

### ヤップ支庁長
1. 藤崎供義：1922年4月1日 - 5月30日（パラオ支庁長へ）
2. 鎌田悌次郎：1922年5月30日[5] - 1924年3月25日（ポナペ支庁長へ）
3. 光川基道：1924年3月25日[19] - 4月23日（休職）
4. 澤田鍬治：1924年4月23日[20] - 1924年12月11日（警務課長へ）
5. 立山茂：1924年12月12日 - 1929年7月17日（ヤルート支庁長へ）
6. 中橋秀一：1929年7月17日 - 1932年7月
7. 高木勇松：1932年7月-
8. 生松英夫（事務取扱）
9. 水野喜朔：1934年7月 - 1936年1月
10. 羽山吉蔵：1936年1月 - 1937年8月4日
11. 小林喜代一：1937年8月4日[21] - 1943年6月29日（依願免本官）[22]
12. 藤牧直：1943年6月29日[23] - 1943年11月5日（内政部行政課長へ）

### トラック支庁長
1. 鎌田悌次郎：1922年4月1日 - 5月30日（ヤップ支庁長へ）
2. 嶋倉孝之（事務取扱）：1922年5月31日 - 1922年11月20日
3. 嶋倉孝之：1922年11月20日[24] - 1924年12月12日（依願免本官）[25]
4. 只野安房：1924年12月12日 - 1929年
5. 高坂喜一：1929年 - 1932年1月
6. 山口勇三郎：1932年1月 - 1937年8月4日（ヤルート支庁長へ）
7. 山本繁蔵：1937年8月4日[21] - 1938年4月2日
8. 依光重親：1938年4月2日[11] - 1941年4月22日（依願免本官）[18]
9. 高坂喜一：1941年4月22日[18] - 1943年11月5日（東部支庁総務課長兼経済課長となる）

### ポナペ支庁長
1. 光川基道：1922年4月1日 - 1924年3月25日（ヤップ支庁長へ）
2. 鎌田悌次郎：1924年3月25日[19] - 1924年12月11日（依願免本官）
3. 福島平：1924年12月12日[25] - 1929年7月17日
4. 只野安房：1929年7月17日[26] - 1933年5月10日（通信課長へ）
5. 野田淳一郎：1933年5月10日[27] - 1933年12月16日（死去）[28]
6. 田中（立山）茂：1933年12月28日[29] - 1935年1月14日（サイパン支庁長へ）
7. 伏田彌三郎：1935年1月14日[7] - 1936年1月16日（免）[8]
8. 田中茂：1936年1月16日[8] - 1938年4月2日（依願免本官）[11]
9. 羽山吉藏：1938年4月2日[11] -1940年9月12日（長官官房調査課へ）[30]
10. 塚原兼人：1940年9月12日[31] - 1943年11月5日（東部支庁ポナペ出張所長となる）

### ヤルート支庁長
1. 堀口一雄：1922年4月1日 - 1923年3月28日（依願免本官）[32]
2. 福島平：1923年11月9日[33] - 1924年12月12日（ポナペ支庁長へ）
3. 高坂喜一：1924年12月12日 - 1929年7月17日
4. 立山茂：1929年7月17日 - 1932年2月15日
5. 谷信吉：1932年2月15日 -
6. 永井卯吉：- 1936年3月31日（依願免兼官）[34]
7. 村上誠一：1936年3月31日-1937年8月4日
8. 山口勇三郎：1937年8月4日[21] - 1940年2月29日（サイパン支庁長へ）
9. 成元幹太：1940年2月29日[12]- 1940年11月19日（依願免本官）[35]
10. 金井新吉：1940年11月19日[35] - 1942年6月23日（サイパン支庁長へ）
11. 上野耕夫：1942年6月23日[13]  - 1943年6月29日（大東亜省南方事務局監理課へ）[36][37]
12. 中島善孝：1943年6月29日[23] - 1943年9月29日（依願免本官）[38]
13. 滝澤歳次：1943年9月29日[39] - 1943年11月5日（東部支庁ヤルート出張所長となる）

### 東部支庁長
1. 藍原有孝（海軍少将）：1943年11月5日 - 1946年3月28日

### 西部支庁長
1. 堂本貞一（事務取扱、内政部長）：1943年11月5日 - 1944年5月22日[40]
2. 竹岡健治（海軍少将）：1944年5月22日 - 1946年3月28日

### 北部支庁長
1. 多田仁己：1943年11月5日 - 1944年5月20日[41]
2. 辻正保（海軍大佐）：1944年5月22日 - 1944年7月8日（自決）

## 財政
南洋庁の財政は、南洋庁特別会計法（大正11年法律第25号）の定めるところにより、予算を執行した。
臨時南洋群島防備隊の頃から歳入のほとんどを政府からの補助金に頼っていたが、南洋興発の事業拡大(主にマリアナ諸島の製糖事業、税収源は出港税)によって、同社の納税額が飛躍的に増大(南洋庁の税収の約60%を占めた)したことにより、1932年（昭和7年）には補助金依存から脱し、財政的自立が達成できるまでになった。これは台湾、朝鮮、樺太、満州などの本土外支配の中で台湾総督府に次ぐ財政黒字化の実現であり、また南洋庁設立10年という極短期間での偉業であった。

## 南洋庁立の病院
1922年(大正11年)の南洋庁発足と同時に下記の7ヶ所に南洋庁医院が設置され、医長、医官、医員、薬剤員、看護師及び産婆が置かれ、現地人や日本人の診療にあたった。医長、医官、医員を含めた医師は1939年時点でサイパン医院5人、パラオ医院6人、ヤップ医院2人、トラック医院3人、ポナペ医院3人、ヤルート医院3人、アンガウル医院2人の規模であった。
また、本国から遠いドイツの植民地下では蔑ろにされていた、南洋諸島における疫学調査や地方病の調査研究なども積極的に行われていた。独自に南洋庁警務課によって「南洋群島地方病調査医学論文集」(第1-5輯(集))が1933-1939年間に刊行されており、岡谷昇、長崎協三、藤井保や各島の医院に飛び石勤務していた鮫島宗雄医学博士らが広義にミクロネシア人、狭義にマーシャル人等各島嶼区域原住民における医学的、疫学的、人類学的な調査結果を報告している。 なお、トラック医院とトラック島で発生したトラック事件(海軍生体解剖事件)（トラック島海軍第四病院）とは全く関係がない。

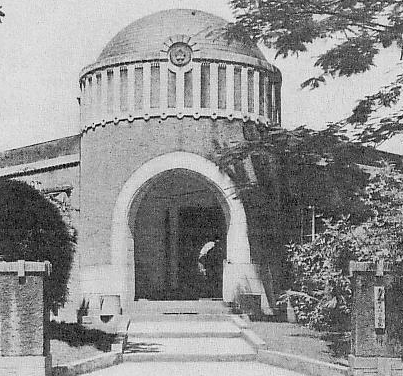
サイパン医院
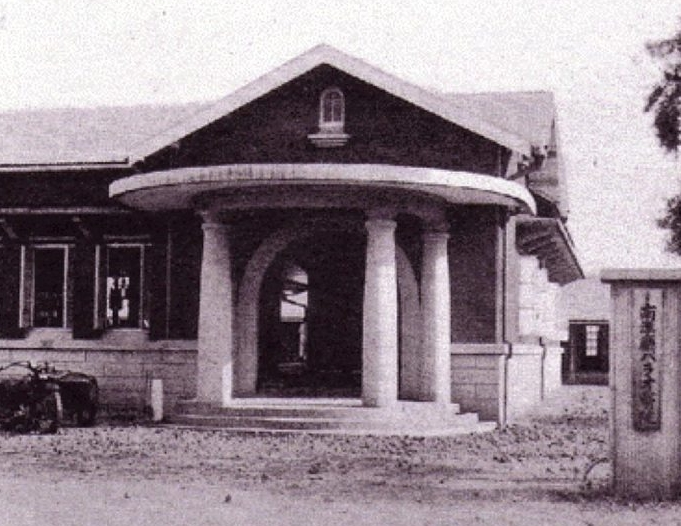
パラオ医院
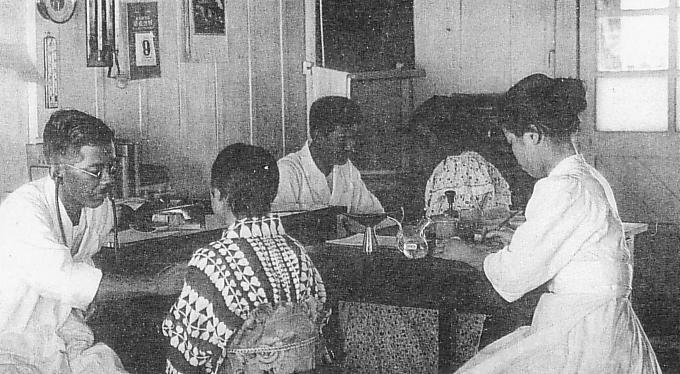
トラック島医院における診察（1930年頃）

- ヤップ医院
- トラック医院
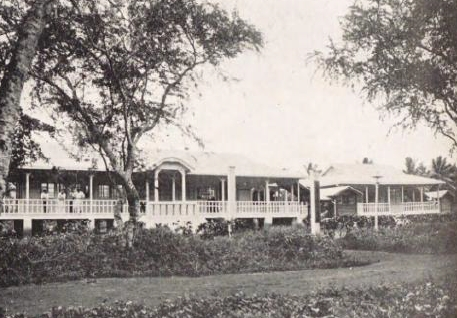
ポナペ医院
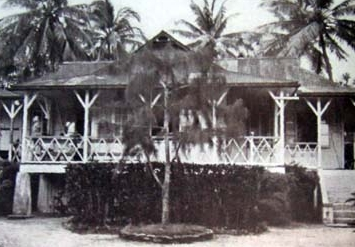
ヤルート医院
- アンガウル医院

- サイパン医院
- パラオ医院
- トラック島医院における診察（1930年頃）
- ポナペ医院
- ヤルート医院

## 南洋庁立の教育機関

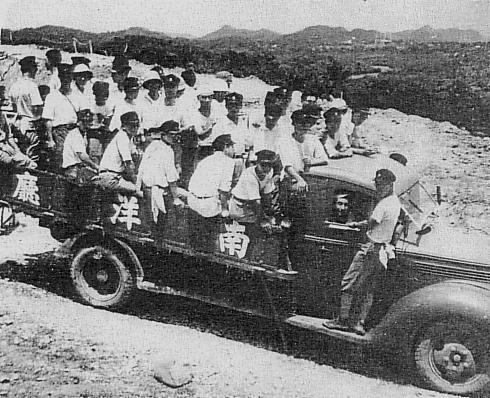
南洋における学徒（1939年）

### 中等教育学校

#### 中学校
日本人男子のみ、修業年限5年
- 南洋庁立パラオ中学校 - 1942年設置[45]

#### 高等女学校
日本人女子のみ、修業年限4年
- サイパン高等女学校 - 1939年設置。前身は南洋寺の住職・青柳貫孝が開いた南洋家政女学校[46][47]（校長・本野久子[48]）。第二次大戦で破壊され、1976年にホテルが建てられたが、敷地内に寺の門柱が遺されている[46]。
- パラオ高等女学校 - 1941年設置

#### 実業学校
修業年限3年
- サイパン実業学校 - 1933年設置、農業科及び商業科

### 小学校・国民学校

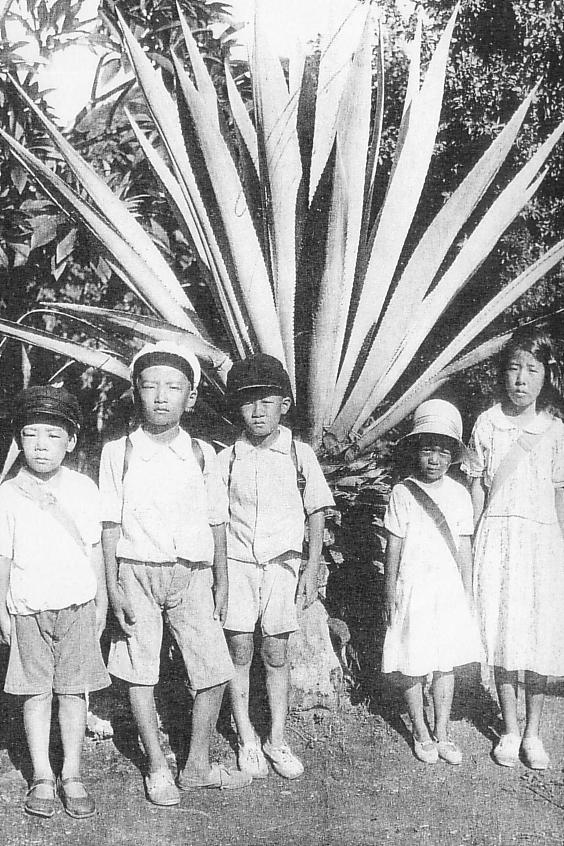
トラック島の日本人小学生（1930年頃）

日本人向け、尋常科と高等科を設置、1941年度より国民学校に改称、特に記載のないものは1922年設置。
- パラオ支庁 - パラオ第一、パラオ第二（1940年設置）、アンガウル（1936年設置）、清水（旧称ガルドック、1936年設置、1939年改称）、瑞穂（旧称アイライ、1937年設置、1939年改称）、朝日（旧称ガルミスカン、1937年設置、1939年改称）、ペリリュウ（1938年設置）、ガラスマオ（1940年設置）、大和（1940年設置）、マルキョク（1941年設置）、ガスパン（1941年設置）
- サイパン支庁 - サイパン第一、サイパン第二（1940年設置）、マタンシャ（旧称タナパコ、1939年改称）、アスリート（旧称ラウラウ、1924年設置、1931年改称）、チャッチャ（1929年設置）、チャランカノア（1932年設置）、タロホホ（1941年設置）、パガン（1941年設置）、テニアン（1929年設置）、カーヒー（1930年設置）、マルポ（1930年設置）、ハゴイ（旧称チューロ、1934年設置、1941年改称）、ロタ（1933年設置）、タルガ（1936年設置）、シナパール（1937年設置）
- トラック支庁 - トラック（旧称南洋群島第一尋常小学校、1919年設置）[49]、水曜島（1939年設置）、秋島（1941年設置）
- ポナペ支庁 - ポナペ（1926年設置）、マタラニーム（1936年設置）、春来（旧称パルキール、1933年設置、1939年改称）
- ヤルート支庁 - ヤルート（1936年設置）
- ヤップ支庁 - ヤップ（1926年設置）

（注）タナパコとラウラウは1928年までサイパン尋常高等小学校の分教場
（注）カーヒーとマルポは1932年までテニアン尋常高等小学校の分教場
（注）パルキールは1936年までポナペ尋常小学校の分教場

### 公学校

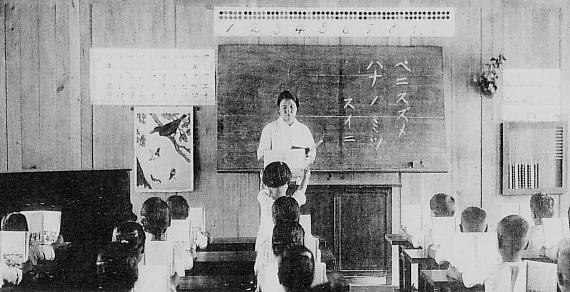
トラック島の公学校（1930年頃）

島民向け、本科（3年）と補習科（2年）を設置、特に記載のないものは1922年設置。本科は義務教育課程で8歳前後に入学。主たる教師は基本的に日本人であった。本科で優秀な成績を修めた者がさらに補習科へ進む。割合としては本科課程修了者の3～5割程度。本科では南洋庁公学校規則に従って南洋庁が発行した教科書「南洋群島国語読本」を用い国語教育に力を入れながら学校教育を行った。
- パラオ支庁 - コロール、マルキョク、ガラルド、ペリリュウ、アンガウル
- ヤップ支庁 - ヤップ、ニフ、マキ（1926年設置）
- サイパン支庁 - サイパン、ロタ
- トラック支庁 - 夏島、水曜島、春島（1927年設置）、冬島（1928年設置）、月曜島（1930年設置）、モートロック（1931年設置）、秋島（1937年設置）
- ポナペ支庁 - コロニー、クサイ、キチー、マタラニーム、ウー（1926年設置）
- ヤルート支庁 - ジヤボール、ウオツヂエ、クワゼリン（1934年設置）、エボン（1938年設置）

（注）補習科はコロール、ヤップ、サイパン、夏島、コロニー、ジヤボールの各公学校にのみ設置

### 南洋庁立木工子弟養成所

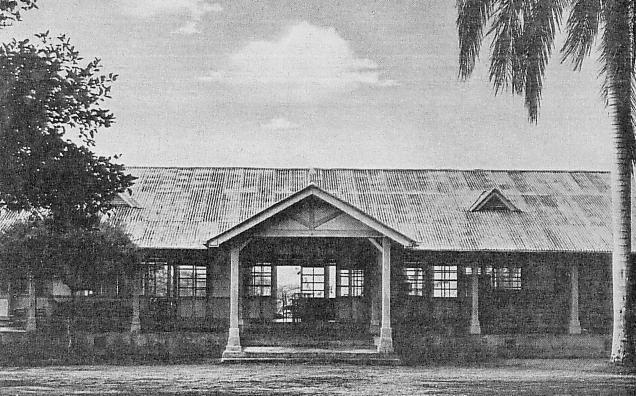
木工子弟養成所

島民向け、1926年にコロールに開所。補習科で優秀な成績を修めたものはさらに木工子弟養成所に進んだ。南洋群島全域から17、18歳から23歳程度の優秀な生徒を集め（ほとんどがパラオ人であった）、制服や小遣い程度の金を支給されながら建築や日本語教育を受けた。
これら地元住人に対する高等教育は、本国から遠いドイツの植民地下では蔑ろにされていた。戦時下には島民工員養成所となり鍛冶工、自動車機械工、電気工等なども養成した。なお、現在のパラオ地域短期大学の前身でもある。

### 幼稚園
- パラオ支庁 - パラオ幼稚園（1928年に開園。1937年9月にコロール町営に移管）[51]、双葉幼稚園（島民幼児を対象。1938年には廃園状態。）[52]
- サイパン支庁 - 彩帆（1931年設置）[53]、サイパン製糖所付属（1931年設置）[54]、テニアン（1933年設置）[55]
- ヤップ支庁 - ヤップ（1932年設置）[56]
- トラック支庁 - トラック（1936年認可）[57]
- ポナペ支庁 - ポナペ（1937年設置）[58]

## 年表
- 1919年5月7日 - パリ講和会議の英米仏首相会議で、赤道以北のドイツ領諸島は日本の委任統治に決定。
- 1919年6月28日 - 「同盟及連合国ト独逸国トノ平和条約及附属議定書」（ヴェルサイユ条約）、調印式。

ドイツの植民地放棄（第118条）と放棄された植民地を国際連盟の委任統治とすること（第22条）などを規程。
日本は1919年11月7日批准、1920年1月10日公布。
- 1920年12月17日 - 「太平洋中赤道以北ニ位スル独逸国属地ニ対スル委任統治条項」を作成。

委任統治の形式はC式で、南洋群島（内南洋）は日本の領土の構成部分となった。ただし、領土的野心から第一次世界大戦に参加したとの疑念に配慮して、条項には「日本帝国ノ構成部分」と記載（委任統治条項により島民に日本国籍を与えることが出来なかった）。
- 1922年2月11日 - 「『ヤップ』島及他ノ赤道以北ノ太平洋委任統治諸島ニ関スル日米条約」に調印。

国際連盟に加盟しなかったアメリカが委任統治地域について権利を主張したため、各委任統治国が個別にアメリカと協定するよう国際連盟理事会が決定したことによる措置。この条約により、委任統治が可能になった。
日本は1922年6月23日批准、7月13日公布。
- 1922年3月30日 - 「南洋庁官制」（[59]。南洋庁の事務分掌について規定。
- 1922年4月1日 - 「南洋庁官制」施行。南洋群島に南洋庁を設置。

サイパン・パラオ・ヤップ・トラック・ポナペ・ヤルートの6支庁を設置。
- 1929年6月8日 - 拓務省の設置により、南洋庁は拓務大臣の指揮監督下に。
- 1933年5月10日 - テニアン島にサイパン支庁テニアン出張所が設置される。
- 1937年8月4日 - ロタ島にサイパン支庁ロタ出張所が設置される。
- 1942年11月1日 - 大東亜省の設置により、南洋庁は大東亜大臣の指揮監督下に。
- 1943年11月4日 - 6支庁を廃止して、東部（トラック）・西部（パラオ）・北部（サイパン）の3支庁に統合。
- 1944年-1945年 - 南洋群島の各地がアメリカ軍に占領され、アメリカ軍の軍政下に。

南洋庁のあるコロール島（パラオ群島）は終戦まで占領されなかったため、南洋庁は残存。
- 1945年8月14日 - ポツダム宣言受諾により、日本は南洋群島の領有権を放棄。
- 1947年7月 - 国際連合安全保障理事会の決定により、南洋群島はアメリカの信託統治領に。
- 1952年4月28日 - 「日本国との平和条約」（サンフランシスコ条約）の発効により、「南洋庁官制」失効。

## 所属した人物
- 池田良介 - 技師。1922年4月に南洋庁のアンガウル島・初代採鉱所長として赴任し、1936年末までここで勤めた[60]。
- 中島敦 - 小説家。1941年6月から1942年3月まで、南洋庁に書記として勤める。パラオの地の見聞を基に『環礁―ミクロネシヤ巡島記抄―』を執筆した。